# Tweede divisie 1963/64 (promotiecompetitie)/Wedstrijden
Het Nederlandse Tweede divisie voetbal uit het seizoen 1963/64 kende aan het einde van de reguliere competitie een promotiecompetitie. De winnaar van de promotiecompetitie zou promoveren naar de eerste divisie.

## Speelronde 1
|             |                                      |       |                               |                                                                                          |
| 7 juni 1964 | Alkmaar '54                          | 3 – 2 | Roda JC                       | Stadion: Alkmaarderhout, Alkmaar Toeschouwers: 14.000 Scheidsrechter: Gerard van Oostrom |
| 7 juni 1964 | Piet Buis 2' Sietze de Vries 5', 63' |       | 23' (pen.), 82' Toon Ederveen | Stadion: Alkmaarderhout, Alkmaar Toeschouwers: 14.000 Scheidsrechter: Gerard van Oostrom |
| 7 juni 1964 |                                      |       |                               | Stadion: Alkmaarderhout, Alkmaar Toeschouwers: 14.000 Scheidsrechter: Gerard van Oostrom |
| 7 juni 1964 |                                      |       |                               | Stadion: Alkmaarderhout, Alkmaar Toeschouwers: 14.000 Scheidsrechter: Gerard van Oostrom |
|             |                                      |       |                               |                                                                                          |

|             |            |                      |            |                                                                            |
| 7 juni 1964 | Hermes DVS | 0 – 1                | Zwartemeer | Stadion: Harga, Schiedam Toeschouwers: 5.000 Scheidsrechter: Dirk van Male |
| 7 juni 1964 |            | 41' Willy Hoogenberg |            | Stadion: Harga, Schiedam Toeschouwers: 5.000 Scheidsrechter: Dirk van Male |
| 7 juni 1964 |            |                      |            | Stadion: Harga, Schiedam Toeschouwers: 5.000 Scheidsrechter: Dirk van Male |
| 7 juni 1964 |            |                      |            | Stadion: Harga, Schiedam Toeschouwers: 5.000 Scheidsrechter: Dirk van Male |
|             |            |                      |            |                                                                            |

## Speelronde 2
|              |                        |       |                         |                                                                              |
| 10 juni 1964 | Roda JC                | 1 – 1 | Hermes DVS              | Stadion: Kaalheide, Kerkrade Toeschouwers: 6.000 Scheidsrechter: Piet Roomer |
| 10 juni 1964 | Mathieu van Mouche 51' |       | 20' (e.d.) Hens Fischer | Stadion: Kaalheide, Kerkrade Toeschouwers: 6.000 Scheidsrechter: Piet Roomer |
| 10 juni 1964 |                        |       |                         | Stadion: Kaalheide, Kerkrade Toeschouwers: 6.000 Scheidsrechter: Piet Roomer |
| 10 juni 1964 |                        |       |                         | Stadion: Kaalheide, Kerkrade Toeschouwers: 6.000 Scheidsrechter: Piet Roomer |
|              |                        |       |                         |                                                                              |

|              |                                                 |       |               |                                                                                               |
| 10 juni 1964 | Zwartemeer                                      | 3 – 1 | Alkmaar '54   | Stadion: Mr. Ovingstraat, Klazienaveen Toeschouwers: 12.000 Scheidsrechter: Henk van der Veer |
| 10 juni 1964 | Luc Gerdes 32' Klaas Snip 70' Tonny Roosken 77' |       | 23' Piet Buis | Stadion: Mr. Ovingstraat, Klazienaveen Toeschouwers: 12.000 Scheidsrechter: Henk van der Veer |
| 10 juni 1964 |                                                 |       |               | Stadion: Mr. Ovingstraat, Klazienaveen Toeschouwers: 12.000 Scheidsrechter: Henk van der Veer |
| 10 juni 1964 |                                                 |       |               | Stadion: Mr. Ovingstraat, Klazienaveen Toeschouwers: 12.000 Scheidsrechter: Henk van der Veer |
|              |                                                 |       |               |                                                                                               |

## Speelronde 3
|              |                                |       |                  |                                                                                               |
| 14 juni 1964 | Alkmaar '54                    | 2 – 1 | Hermes DVS       | Stadion: Zuiderparkstadion, Den Haag Toeschouwers: 13.000 Scheidsrechter: Andries van Leeuwen |
| 14 juni 1964 | János Hanek 31' Wim Visser 48' |       | 49' Wim Kerklaan | Stadion: Zuiderparkstadion, Den Haag Toeschouwers: 13.000 Scheidsrechter: Andries van Leeuwen |
| 14 juni 1964 |                                |       |                  | Stadion: Zuiderparkstadion, Den Haag Toeschouwers: 13.000 Scheidsrechter: Andries van Leeuwen |
| 14 juni 1964 |                                |       |                  | Stadion: Zuiderparkstadion, Den Haag Toeschouwers: 13.000 Scheidsrechter: Andries van Leeuwen |
|              |                                |       |                  |                                                                                               |

|              |                        |       |            |                                                                                |
| 14 juni 1964 | Roda JC                | 2 – 0 | Zwartemeer | Stadion: Goffertstadion, Nijmegen Toeschouwers: 9.000 Scheidsrechter: Leo Horn |
| 14 juni 1964 | Tijn van Lier 77', 88' |       |            | Stadion: Goffertstadion, Nijmegen Toeschouwers: 9.000 Scheidsrechter: Leo Horn |
| 14 juni 1964 |                        |       |            | Stadion: Goffertstadion, Nijmegen Toeschouwers: 9.000 Scheidsrechter: Leo Horn |
| 14 juni 1964 |                        |       |            | Stadion: Goffertstadion, Nijmegen Toeschouwers: 9.000 Scheidsrechter: Leo Horn |
|              |                        |       |            |                                                                                |